# Walking with Cavemen
Walking with Cavemen (Šetnja s pećinskim ljudima) je četverodijelna TV dokumentarna serija u kojoj se govori o evoluciji čovjeka. Izdao ju je BBC. Prvi put je prikazana u travnju 2003. godine. Potom ju je Discovery Channel u Sjedinjenim Američkim Državama predstavio kao dvodijelnu seriju. Tu dokumentarnu seriju stvorio je većinom isti tim koji je stvorio i više puta nagrađivane dokumentarne serije Šetnja s dinosaurima (1999.), Šetnja sa zvjerima (2001.) i Šetnja s čudovištima (2005.), iako u tome nije sudjelovao Tim Haines, koji je bio režiser u prethodnim serijama. Također je napisana i propratna knjiga s istim naslovom.

## Pregled
U prijašnjim dokumentarcima serije Šetnja sa... izumrle životinje stvarane su pomoću CGI-ja i animatronike. Za Šetnju s pećinskim ljudima uzet je malo drugačiji pristup. Iako je većina životinja stvorena pomoću CGI-ja i animatronike, ljudske pretke glumili su stvarni ljudi sa šminkom i protezama kako bi izgledali realističnije.
Kao i njezini prethodnici Šetnja s pećinskim ljudima stvorena je u stilu dokumentarnog filma o divljini. U britanskom izdanju pripovjedač je bio Robert Winston, a u sjevernoameričkom Alec Baldwin. Obojica su opisivali prapovijesni život kao da su se u tom trenutku nalazili na datom mjestu. 

## Epizode

### Prva epizoda: "Prvi preci"
U prvoj epizodi promatra se vrsta Australopithecus afarensis, a fokus je na njihovom razvoju dvonožnosti. Priča prati Lucy (jedan poznat i dobro očuvan primjerak te vrste) i njene srodnike među kojima nastaju konflikti za vođstvo nakon smrti alfa mužjaka, kojeg je ubio krokodil. Skupinu zatim napada druga skupina. Napad završava Lucyinom smrću, a njezina najstarija kćerka brine se o njezinom djetetu koje je sada siroče, što je znak razvoja ljudskosti kod te vrste.
Vrijeme: prije 3,2 milju godina
Mjesto: Etiopija
- Australopithecus afarensis
- Ancylotherium
- Deinotherium
- Aquila verreauxii
- Taeniopygia guttata
- Nilski krokodil

### Druga epizoda: "Braća po krvi"
U drugoj epizodi skače se naprijed kroz vrijeme do vremena kada su koegzistirale vrste Paranthropus boisei, Homo habilis i Homo rudolfensis. H. habilis je prikazan kao inteligentan svežder koji je prilagodljiviji od biljoždera P. boiseia. Istaknut je kontrast između tih dvaju vrsta; H. habilis je "majstor svih zanata", dok je P. boisei "majstor jednog" - tj. on je specijalizirani biljožder dok je H. habilis svežder. Iz tog razloga, iako se P. boisei u teškim vremenima može hraniti termitima, travom i tvrdim mahunama akacije, oni neće preživjeti jer će se na početku ledenog doba klima promijeniti i te biljke će nestati. H. habilis je, s druge strane, postao inteligentniji hraneći se strvinama životinja i razvio je osnovno društveno ponašanje koje je čvršće nego kod vrste P. boisei. On će se na kraju razviti u vrstu Homo ergaster, koja će te osobine dalje razviti.
U epizodi je također nakratko prikazan H. rudolfensis, koji je viši, ali i dalje znatno sličan H. habilisu.
Vrijeme: prije 2 miljuna godina
Mjesto: Istočna Afrika
- Paranthropus boisei
- Homo habilis
- Dinofelis
- Deinotherium
- Ancylotherium
- Homo rudolfensis
- Lav
- Eland antilopa
- Impala
- Pčele
- Strvinari

### Treća epizoda: "Divlja obitelj"
U trećoj epizodi prikazan je Homo ergaster koji je postao prvo stvorenje koje može pratiti tragove životinja u lovu. To su postigli zato što se sve više počeli hraniti mesom, što ih je učinilo inteligentnijima i od H. habilisa iz prethodne epizode. Oni također počinju formirati plemenske zajednice s nepatvorenim vezama između žena i muškaraca, iako još uvijek dolazi do nasilja.
U epizodi je kasnije prikazano kako se H. ergaster proširio na Aziju i razvio u Homo erectusa, a na putu se sreo s ogromnim primatom biljožderom, Gigantopithecusom, "prvobitnim King Kongom".
Međutim, u sljedećih nekoliko milijuna godina H. ergaster ostaje gotovo kao životinja i slijedi svoj instinkt, ali poslije pronalaska vatre oni prkidaju svoju direktnu ovisnost od staništa. (To se dobro uklapa sa sljedećom (i posljednjom) epizodom, koja se bavi čovjekovim umom i maštom.)
Vrijeme: prije 1,5 milijuna - 500 000 godina
Mjesta: Kenija - Kina
- Homo ergaster
- Wildebeest
- Swallow
- Homo erectus
- Gigantopithecus
- Tarantula
- Mravi

### Četvrta epizoda: "Preživjeli"
U četvrtoj epizodi govori se o mentalnoj evoluciji čovjeka. Prvo se skače naprijed kroz vrijeme do vremena kada Homo heidelbergensis nastanjuje Veliku Britaniju.  H. Heidelbergensis je inteligentan i razuman, ali ne može shvatiti ideju zagrobnog života ili bilo šta što nije "sada i ovdje".
Zatim je prikazan život klana neandertalaca, kako su živjeli i lovili životinje, a među njima i mamute. Oni su bili inteligentni, ali nisu imali maštu koju posjeduju današnji ljudi.
Na kraju je prikazan i današnji čovjek, Homo sapiens (kojeg predstavljaju Bušmani) iz Afrike, koji je morao postati maštovit i dovitljiv kako bi preživio dugu sušu. Zatim epizoda prikazuje ljude koji su oslikavali pećine u Europi i koji su razvili ideje zagrobnog života i natprirodnog. Oni su sada spremni da započnu ljudsku historiju kakvu mi sada poznajemo, a također će izazvati i izumiranje neandertalaca.
Vrijeme: prije 400 000 - 30 000 godina
Mjesta: Europa - Afrika
- Homo heidelbergensis
- Megaloceros
- Homo sapiens
- Neandertalci
- Zec
- Mamut
- Buba
- Zmija

## Vanjske poveznice
- Walking with Cavemen - BBC Science & Nature
- Walking with Cavemen - TV serija